# Wohn- und Wirtschaftsgebäude Im Rusch 8
Das Wohn- und Wirtschaftsgebäude Im Rusch 8, das Haus Bertelsmann, in der niedersächsischen Gemeinde Worpswede stammt vom Ende des 18. Jahrhunderts. Aktuell (2025) wird es zum Wohnen genutzt.
Das Gebäude steht unter Denkmalschutz (siehe auch Liste der Baudenkmale in Worpswede).

## Geschichte und Beschreibung
Das eingeschossige giebelständige Zweiständer-Hallenhaus in Fachwerk mit Steinausfachungen, mit reetgedecktem Satteldach mit mehreren Schleppgauben und Grooter Door mit Korbbogen wurde 1785 (Inschrift) gebaut. Die Wände sind teilweise massiv ersetzt. 1918 kaufte der Maler Walter Bertelsmann (1877–1963) das Haus. Im Inneren ist die bauzeitliche Grundrissstruktur mit Diele, Kammerfach, Flettfach und Butze erhalten sowie auch das Maleratelier von Bertelsmann vom Beginn des 20. Jahrhunderts.
Das Landesdenkmalamt befand u. a.: „… Teil der Künstlerkolonie Worpswede …“